# Bình An, Bắc Bình
Bình An là một xã thuộc huyện Bắc Bình, tỉnh Bình Thuận, Việt Nam.
Xã Bình An có diện tích 129,55 km², dân số năm 1999 là 3.348 người, mật độ dân số đạt 26 người/km².